# Boothby Pagnell Manor

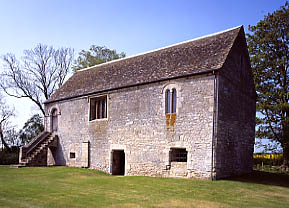
Le manoir normand de Boothby Pagnall.

Le manoir de Boothby Pagnall (Boothby Pagnall Manor en anglais) est le fragment survivant d’une demeure médiévale anglaise de style normand datant d’environ 1200, située à Boothby Pagnell dans le Lincolnshire.
Boothby Pagnell était une petite communauté dont la population, en 1086, n’étant que de dix-neuf habitants. Le village comporte des restes archéologiques visibles dans le champ connu sous le nom de « Cooks Close », à l’ouest de l’église, essentiellement des logements médiévaux paraissant être tombés en désuétude et abandonnés dès le XIVe siècle, possiblement en raison de la désertion de la population active consécutive à la peste noire.
Cet édifice est classé monument historique.